# Шоптериу (Бистрица-Насауд)
Шоптериу (рум. Șopteriu) насеље је у Румунији у округу Бистрица-Насауд у општини Урмениш. Oпштина се налази на надморској висини од 372 m.

## Становништво
Према подацима из 2002. године у насељу је живело 470 становника.

### Попис2002.
| Расподела становништва по националности 2002.‍ | Расподела становништва по националности 2002.‍ | Расподела становништва по националности 2002.‍ | Расподела становништва по националности 2002.‍ | Расподела становништва по националности 2002.‍ |
| --------------------------------------------- | --------------------------------------------- | --------------------------------------------- | --------------------------------------------- | --------------------------------------------- |
|                                               |                                               |                                               |                                               |                                               |
| Румуни                                        | Румуни                                        |                                               | 437                                           | 93,0%                                         |
| Мађари                                        | Мађари                                        |                                               | 14                                            | 3,0%                                          |
| Роми                                          | Роми                                          |                                               | 19                                            | 4,0%                                          |